# Bakîrivka, Ohtîrka
Bakîrivka (în ucraineană Бакирівка) este localitatea de reședință a comunei Bakîrivka din raionul Ohtîrka, regiunea Sumî, Ucraina.

## Demografie
Componența lingvistică a localității Bakîrivka
     Ucraineană (92,9%)
     Rusă (6,01%)
     Belarusă (1,09%)
Conform recensământului din 2001, majoritatea populației localității Bakîrivka era vorbitoare de ucraineană (92,9%), existând în minoritate și vorbitori de rusă (6,01%) și belarusă (1,09%).